# José Bressane de Leite Perry
José Bressane Leite Perry, primeiro e único visconde de Leite Perry (Fafe, 9 de Março de 1862 — Horta, 23 de Novembro de 1929) foi um magistrado e político do Partido Regenerador que exerceu por três vezes o cargo de governador civil da Horta e foi deputado à Cortes pelo círculo do Faial. Foi um dos mais influentes políticos açorianos da fase final da monarquia portuguesa e um das figuras liderantes da sociedade faialense da transição do século XIX para o século XX.

## Biografia
José Bressane Leite Perry nasceu em Fafe a 9 de Março de 1862, filho de Maria Brígida Bressane Leite de Almeida e do magistrado e proprietário rural José Ribeiro Perry.
Destinado a seguir a carreira paterna, em 1886 formou-se em Direito pela Universidade de Coimbra e de imediato ingressou na magistratura, sendo nesse ano delegado do Procurador Régio em Braga, função onde permaneceu até 1888.
Depois de Braga, foi colocado como agente do Ministério Público junto dos tribunais de Angra do Heroísmo e da Horta (1888 a 1893). Neste período casou com Antónia de Almeida Severino de Avelar, filha de António Emílio Severino de Avelar, médico-cirurgião e líder faialense do Partido Regenerador, ingressando no mais poderoso clã da política local da altura, passando a militar activamente no partido do sogro.
Prosseguindo a sua carreira, foi delegado do Procurador Régio na comarca da ilha de São Jorge (1893 a 1894), conservador do registo predial da Horta (1896 a 1903) e auditor administrativo do Distrito da Horta (1904 a 1906).
Foi governador civil da Horta nos períodos de 4 de Julho de 1900 a 18 de Outubro de 1904, de 24 de Março de 1906 a 17 de Maio de 1906 e de 14 de Janeiro de 1909 a 11 de Janeiro de 1910. Entre as medidas concretizadas nos seus mandatos, contam-se a conclusão do farol dos Capelinhos, a ligação telegráfica às Lajes do Pico e a construção do Hospital Walter Bensaúde da cidade da Horta. Na área agrícola teve uma importante acção no fomento da plantação de vinhedos da casta americana Isabella (vinho) (de vinho de cheiro) na ilha do Pico, em substituição das vinhas destruídas pela filoxera e pelo oídio.
Foi eleito deputado pela Horta (Partido Regenerador) na eleição de 1895, tendo defendido, sem sucesso, nas Cortes um projecto de lei que pretendia dar o estatuto de portos francos às ilhas do Faial, Pico, Flores e Corvo, bem como criar condições que melhorassem a competitividade do porto da Horta.
O rei D. Carlos I agraciou-o com a grã-cruz da Ordem de Nossa Senhora da Conceição de Vila Viçosa, a carta de Conselho e com o título de 1.º visconde de Leite Perry.
Foi uma das figuras dominantes da alta sociedade faialense, desempenhando o cargo de vice-cônsul do Mónaco na Horta. Recebeu em sua casa as figuras mais importantes que foram passando pela ilha, incluindo o casal real D. Carlos I e D. Amélia de Orleães, o príncipe Henrique da Prússia (irmão do imperador Guilherme II da Alemanha)  e o príncipe Alberto I do Mónaco. Este último visitou diversas vezes a Horta no decurso das suas campanhas oceanográficas, sendo ainda hoje recordado no nome de uma das principais artérias da urbe e no Observatório Meteorológico Príncipe Alberto do Mónaco que coroa um dos montes sobranceiros à cidade.
José Bressane de Leite Perry faleceu na Horta em 1930. Uma rua daquela cidade ainda hoje ostenta o nome do visconde de Leite Perry.

### Título
Recebeu o viscondado por decreto de 24 de Outubro de 1895, de D. Carlos I.